# 氷柱観音
氷柱観音（つららかんのん）は、徳島県那賀郡那賀町にある仏堂。洞窟（鍾乳洞）。本尊は十一面観音菩薩。

## 概要
県道19号脇に石柱門があり幅の狭い道を行き地蔵尊・布袋尊の祠を越え上がって行くと大師堂があり、さらに登山道を上がって行くと赤い小さな堂があり、その脇に幅3m、深さ9mの鍾乳洞がある。鍾乳洞への立ち入りは禁止されているが、小さなその本堂から氷柱石の様子を見る事ができる。
無数の鍾乳石が氷柱のように垂れ下がっていることから「氷柱観音」と呼ばれるようになった。また阿波秩父観音霊場や鷲敷七福神に含まれており、氷柱観音の管理は那賀町の悉地院が行っている。

## 境内
- 柱門
- 地蔵尊祠
- 布袋尊祠
- 大師堂：阿波秩父観音霊場の堂で、３つの厨子があり、大師・大日如来・不動明王が祀られる。
- 本堂：中には３つの厨子があり、氷柱洞の脇に建つ。

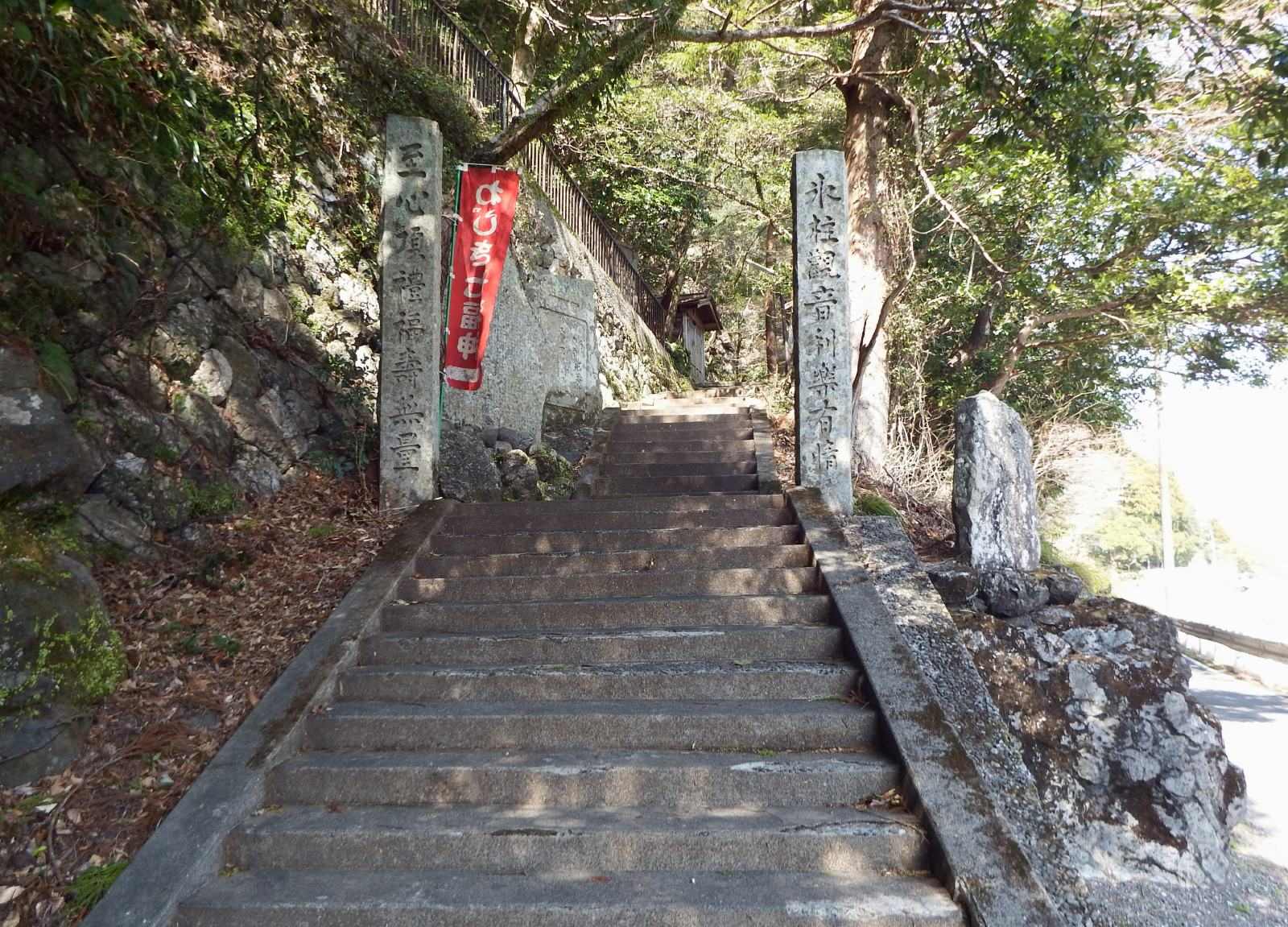
入口
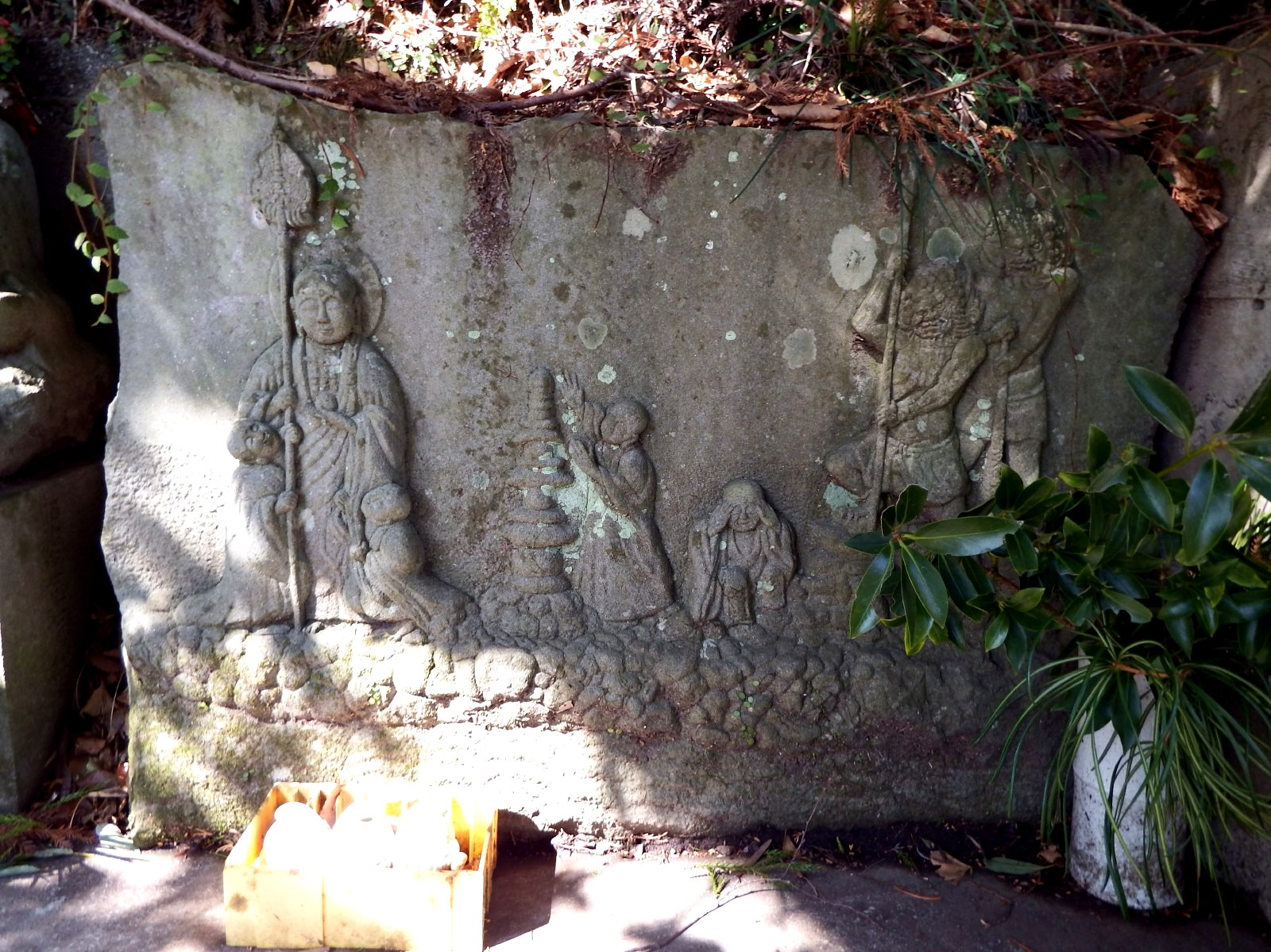
石板
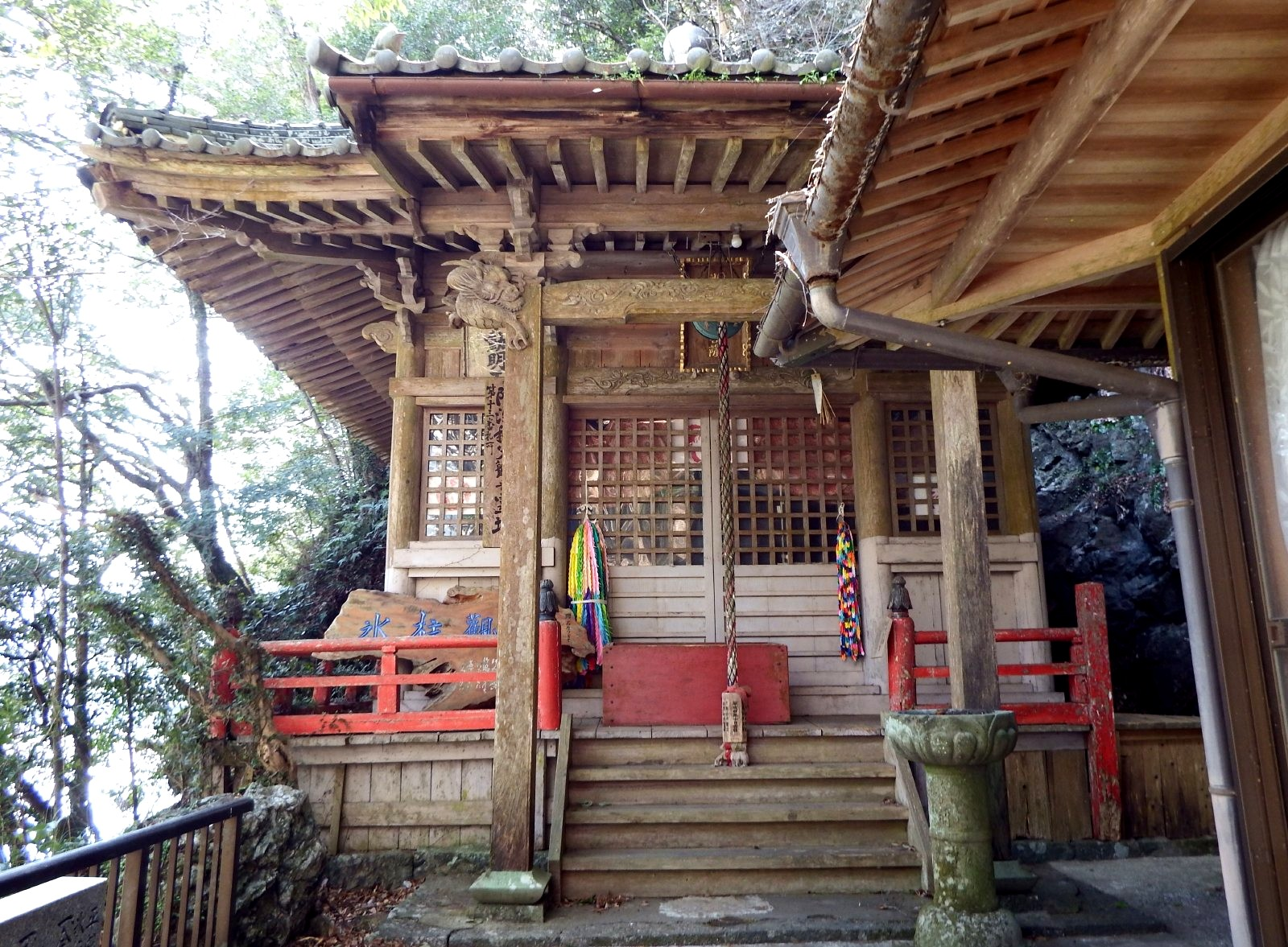
大師堂
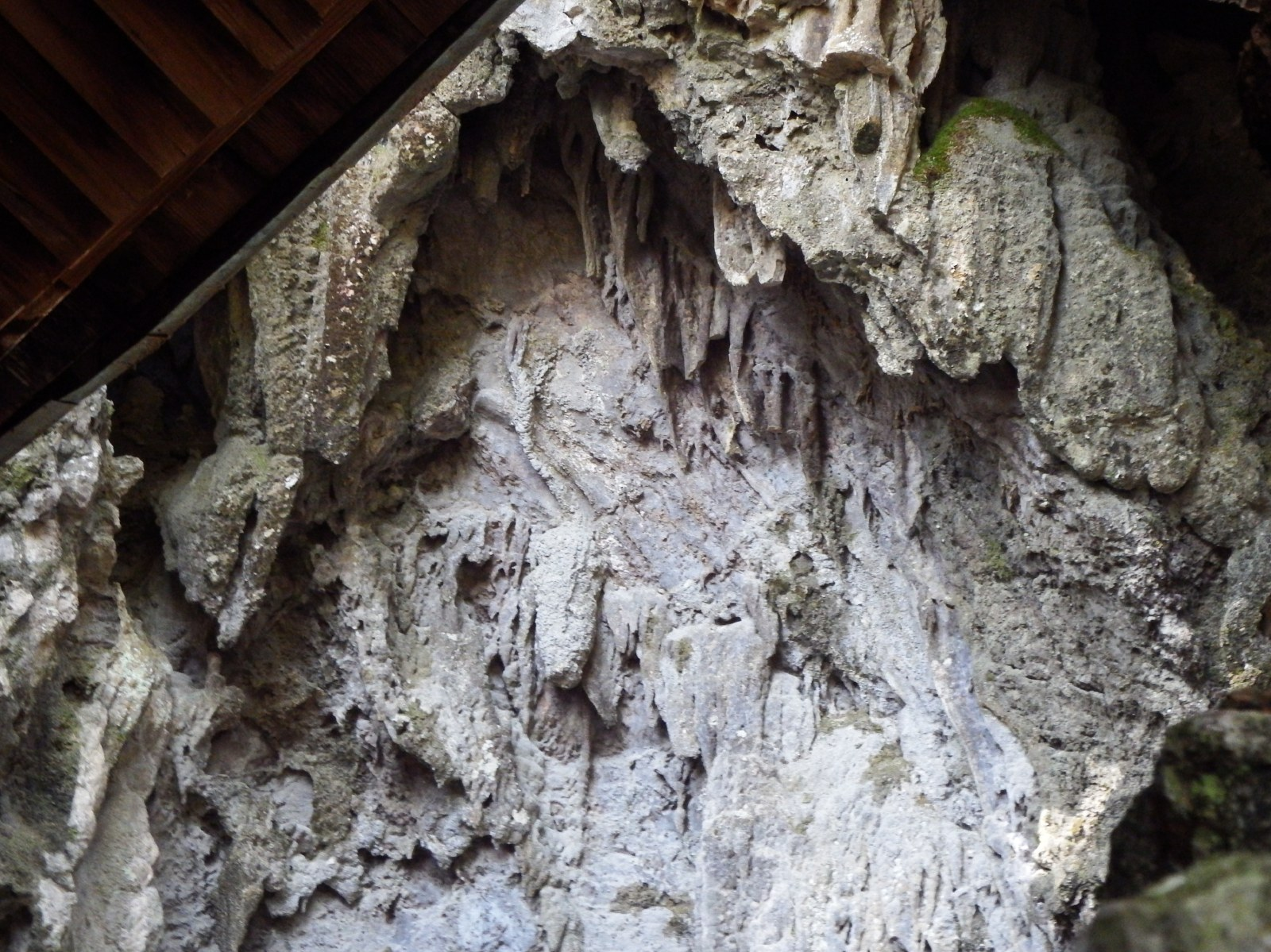
氷柱

## 交通
- JR「徳島駅」より車で約60分。
- 駐車場はなく「道の駅鷲の里」より徒歩で約10分。